# سایه (روان‌شناسی)
در روان‌شناسی تحلیلی، سایه هر چیزی است که خودآگاهی درباره خودش نمی‌داند؛ به عبارت دیگر، تمام بخش ناخوداگاه شخصیت فرد است. سایه فردی با واپس‌رانی ویژگی‌های غیرقابل قبول شخصیت شکل می‌گیرد که از ایگو و پرسونای او بیرون رانده می‌شوند. سایه افراد مرتبط با حس‌هایی مثل شرم و احساس گناه و نیز حس حضور چیزی اصیل و مهم است.